# عبد المحسن الفرم
عبد المحسن بن صنيتان بن عبد المحسن بن فرز الفرم  (1298 هـ - 1387 هـ)، أمير بني علي من قبيلة حرب، وأحد رجال الملك عبد العزيز ومن المشاركين في توحيد السعودية.

## عن حياته
ولد في عالية نجد سنة 1298 هـ، وتزعم قبيلة بني علي من قبيلة حرب في أول شبابه وكانت بني علي تسكن المدينة المنورة، وبعد ذلك استقروا في مركز قبة، حيث منحها الملك عبد العزيز للفرم وعشيرته ومن انضم إليه من العشائر الأخرى، تعلم عبد المحسن الفرم على يد علماء الدين وحلقات التحفيظ حيث حفظ القرآن في صغره.

## جده فرز الفرم
كان الشيخ فرز الفرم أحد أشهر رجال الدولة السعودية الأولى، وعاصر الإمام عبد الله بن سعود آخر أئمة الدولة السعودية الأولى بحدود عام 1233 هـ، وشاركه في العديد من المعارك، ولقبه حينها بـ«شريدة الفرسان» واستورثه عبد المحسن الفرم وأبنائه من بعده، وسبب هذا اللقب لأن الفروم لا يركبون الخيل جميعًا وإذا قُتل فارس منهم يحل الآخر مكانه.

## مشاركته في توحيد السعودية

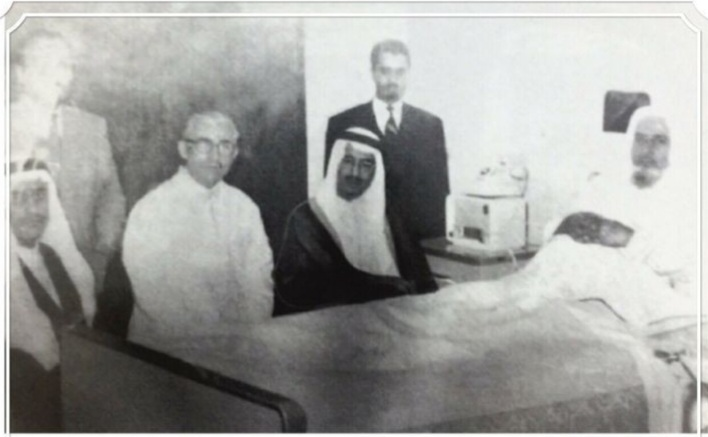
الفرم مع الملك سلمان في أحد مستشفيات لبنان

- تولى حصار المدينة المنورة منذ بداية عام 1344 هـ حتى تسليمها في منتصف ذلك العام.
- معركة النيصية: قدّم الملك عبد العزيز عبد المحسن الفرم وغيره من زعماء الإخوان لحصار حائل، واشتبك مع جيش محمد بن رشيد في معركة ياطب، ففي رسالة أرسلها الملك عبد العزيز لابن صباح جاء فيها: «لاحق خير وسرور إن شاء الله نعرف حضرتكم من طرف الأخبار لا بد بلغكم خبر ملفا ابن رشيد على ابن سعود ونكوف ابن سعود وارتد من قرايا الجبل وناس من شمر وقدمنا الدويش وابن بصيص وأهل مبايض وأهل مليح والفرم وابن حماد وغيرهم من أهل الهجر. أما من طرف ابن حماد والفرم فعدوا على سلفان من شمر على قنا وأم قلبان وأخذهم الله ثم أخذوهم وقطعوا حلالهم وذبحوا رجالهم. وأما طرف بن بصيص فعدا وأكان على الزرقان يم رطبان وأخذهم الله ثم أخذوهم وانقلبوا الجميع واجتمعوا هم والدويش وغيرهم من أهل الهجر على الشعيبة وعدوا الجميع قاصدين ابن رشيد بطرف حائل فلما وردوا ياطب وجدهم سبورهم وعرفوهم أن ابن رشيد دخل ديرته وأن جميع عربانه الذين ارتدوا معه هم العمور وبعض السويد وابن سعيد على قفار وعلى السويلفة وصاكين بالديرة يمين ويسار وأكانوا عليهم وأخذهم الله ثم أخذوهم قطعوا حلالهم وذبحوا رجالهم وأخذوا جيش ابن طلال وفزع عليهم بخيله الذي عنده، ثلاثين خيال فلما شافته خيل المسلمين ركضت عليه وذبحوا جملة من الذين معه وشريدتهم زبنت الديرة والمسلمين من فضل الله سالمين مانتقصوا إلا بثلاثة من الخيل، وحالا هم مضيفين بهم إلى حد النهاية وحنا حال التاريخ شادين من الأرطاوية متوجهين يمهم 24 ذو الحجة 1339 هـ.»
- دوره في معركة السبلة الشهيرة التي نادى بها عبد المحسن الفرم كافة قبائل حرب تحت لواءه، وقال له الملك عبد العزيز حينها أنت «أمير الخيل» على القبيلة لصرامته وحكمته. قال خير الدين الزركلي في كتابه شبه الجزيرة في عهد الملك عبد العزيز (ص488) عن معركة السبلة ودور عبد المحسن الفرم فيها: «نشبت المعركة في صباح اليوم التالي 19 شوال 1347 هـ / 1929 فاستمرت إلى منتصف النهار وكان محمد بن عبد الرحمن (أخو الملك) وعبد المحسن الفرم (أمير قبائل حرب) يقودان الفرسان فضربا العصاه من خلف واستقبلتهم جموع الحضر فحلت بهم الهزيمة وفر ابن بجاد بجمع من عتيبة متجهًا إلى الغطغط وجرح الدويش في خاصرته فكاد يسقط عن جواده لولا أن أدركه أحد رجاله وانهزم به إلى الأرطاوية.»
- هجومه على المتمردين والقضاء على حركتهم: قال المؤرخ محمد المانع: «وكان الفرم قد استطاع أن يباغت الإخوان في هجومه، إذ قام به حينما كانوا مستغرقين بالنوم وكان معسكرهم متلفعا بضباب الفجر وقد أحرقت خيام الدويش وغنمت مؤنه وإبله كما قتل أتباعه أو شتَتوا وكانت تلك الحادثة بمثابة النهاية للمحارب القديم إذ ألقى بشجاعته في مهب الريح، وهرب من المعسكر على ظهر بعير كبير السن لم تعتبره قبيلة حرب جديرًا بأن يؤخذ.» وقال أيضًا: «وبعد معركة حفر الباطن لم تبق لدى الدويش قدرة على الحرب، فهرب مع زوجاته وأسرته وعدد قليل من أتباعه عبر الحدود إلى الكويت وإلتجأ إلى القنصل البريطاني.»

## إمارة الخرج وقبة
عرض عليه الملك عبد العزيز إمارة محافظة الخرج ليكون قريبًا منه حيث كان يعتبره ساعده الأيمن، ولكن عبد المحسن فضّل مركز قبة لتعلقه بها آنذاك، فتولّى إمارة المركز وسكن بها سبع سنوات، وتفرغ خلالها لتطوير المركز وتشجيع قبيلته على العلم والعمل والتسلح بالدين.

## سيفه
سيفه هو الفسقان وهو السيف الذي خاض فيه معارك توحيد السعودية، ويقول أحد الشعار متغني بالفرم وسيفه:

## فرسه
فرسه هي الصويتيه وهي من أندر الخيول العربية، والصويتيات مربطها عند الفرم وجماعته بني علي، والآن يوجد منها إسطبل عند أبناء الملك عبد الله بن عبد العزيز.

## وفاته
توفي في الرياض سنة 1387 هـ بعد معاناة مع المرض، ودُفن في مقبرة العود.

## أسرته
| زوجاته                           | أبنائه منها |
| -------------------------------- | --- |
| شعاع الذويبي                     | جلال (متوفي)، ترأس قبة بعد وفاة والده ولكنه لم يمكث طويلا |
| لطيفة الشمري                     | عبد الله (توفي عام 1404 هـ)، ترأس قبة ومشيخة القبيلة بعد وفاة أخيه جلال |
| حصة بنت عبد الله الفرم           | عبد العزيز (متوفي)، ضابط في الحرس الوطني قهوة (متوفية) |
| فيحاء بنت فيحان بن غميض البيضاني | ضاري (متوفي) محمد، رئيس قبة سابقا وشيخ القبيلة بدر، عميد متقاعد في الحرس الوطني تركي، لواء متقاعد في الحرس الوطني ورجل أعمال شيماء، زوجة الملك سعود بن عبد العزيز (متوفية) الجوهرة (متوفية) |
| صيتة بنت ماجد بن مضيان           | نايف، أمير فوج سابقا |
| فاطمة بن هضيب                    | بندر، وكيل الفوج الـ 23 في الحرس الوطني (متوفي) وصلي عليه ظهر الإثنين 16 ربيع الأول 1439 هـ في جامع الراجحي في الرياض. جوزاء، زوجة الشيخ ملحان بن بصيص (متوفية)                             |
| موجعة بنت فاضي القصيم الحميداني  | فيصل، قائد الشرطة في الحرس الوطني سابقا ( متقاعد ) |
| ميثاء الجاموس                    | مطيفة، تزوجت الأمير عبد الرحمن بن عبد العزيز آل سعود ثم تزوجت الشيخ عبد الرحمن بن مزيد الدويش                                                                                               |
| مزنة المعردي                     | سويحل |
| صيتة الزغيبي                     | متعب |
| نورة القمامي                     | صيتة، زوجة الشيخ ماجد بن عجمي الدويش |